# Bolor

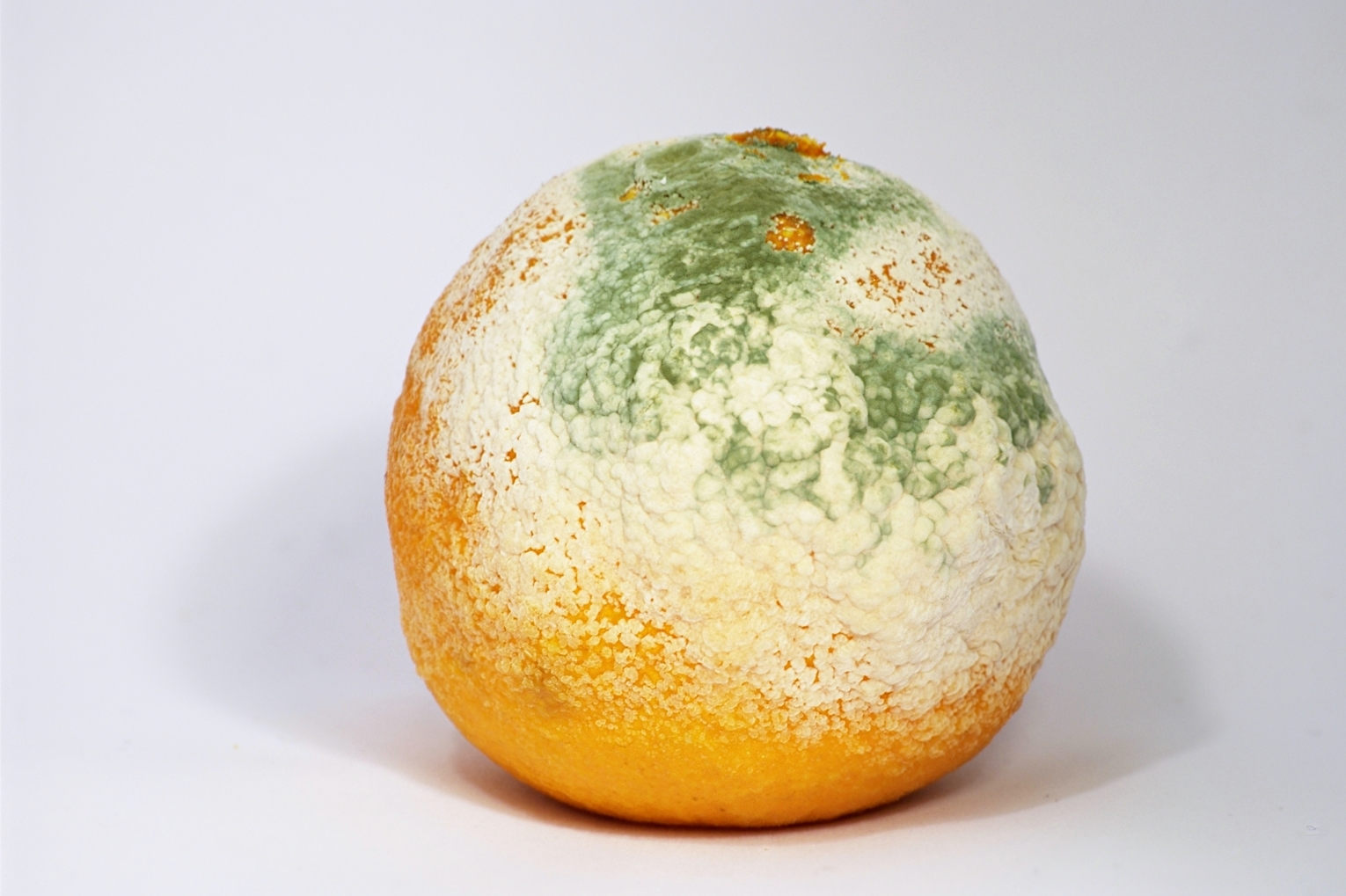
Fruta coberta de bolor

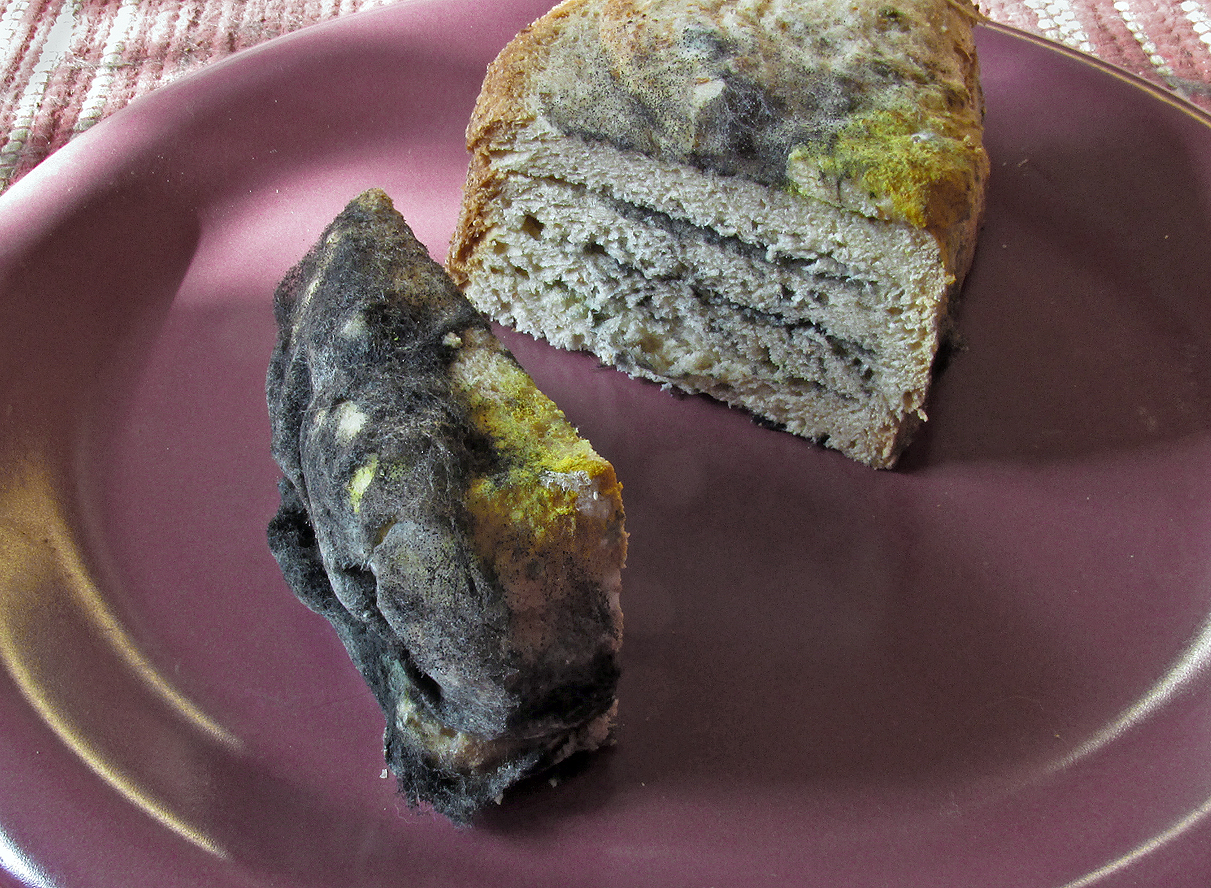
Bolo coberto de bolor

O bolor ou mofo é uma designação comum dada a fungos filamentosos que não formam estruturas semelhantes a cogumelos. Eles vivem principalmente em lugares úmidos e escuros.
Bolores crescem sobre pão velho, frutas podres, couro, madeira, papel e muitos outros materiais.
Certos tipos de bolores podem causar mal à saúde humana. No entanto, algumas espécies desses fungos são benéficas, sendo muito utilizadas na produção de queijos, como o gorgonzola, e em medicamentos, como a penicilina. O gênero do bolor preto do pão é Rhizopus. Ele é formado por vários fungos que se alimentam dela. Esse tipo de transformação química recebe o nome de decomposição.